# Templo de Atenea (Paestum)
El templo de Atenea en Paestum, también llamado templo de Ceres (datado de alrededor del 500 a. C.), es un templo griego ubicado en el yacimiento grecorromano de Paestum, en el municipio de Capaccio, en la provincia de Salerno, región italiana de Campania. Fue construido en el Santuario norte, en una posición diametralmente opuesta al Santuario sur, donde se encuentran el templo de Neptuno y la basílica.

## Características
Construido sobre un relieve artificial del suelo, sobre un santuario anterior probablemente destruido por un incendio, tiene un frontón alto y un friso dórico en la fachada, decorado con metopas incrustadas en la piedra arenisca, sobre columnas dóricas ligeramente esbeltas. La estructura es más simple que la de los dos templos dedicados a Hera: tiene el pronaos y la cela pero carece del ádyton, que es la cámara del tesoro en su parte posterior.
Concebido siguiendo un esquema innovador de proporciones equilibradas, que se traducen en la relación de 6 columnas frontales y 13 laterales de igual tamaño y forma, el santuario presenta una suntuosa policromía.
El interior de los grandes pronaos tenía seis columnas de estilo jónico, de las cuales cuatro son frontales y dos laterales, de las que sólo quedan las bases y dos capiteles; estos últimos, como en el caso de la "basílica", surgen de un collar ornamentado. Parece ser el primer ejemplo de la presencia de los dos órdenes, el dórico y el jónico, en un mismo edificio, no solo en la columnata sino también en el entablamento y coronación del templo.
Casi nada queda de la cela profunda destinada a albergar la estatua de la diosa: solo se ven el piso elevado de aproximadamente un metro y las huellas de las escaleras laterales que probablemente conducían al techo.
Durante la excavación en profundidad de 1937, realizada por Amedeo Maiuri, salieron a la luz terracotas arquitectónicas que permitieron reconstruir la cubierta del edificio de época arcaica, una de las más antiguas de Poseidonia (nombre griego de Paestum).
Tradicionalmente, el templo se había atribuido a Ceres, pero tras el descubrimiento de numerosas estatuillas de terracota que representan a Atenea, se favorece una dedicación a esta deidad.
En la antigüedad tardía, alrededor del siglo VIII, la estructura se utilizó como iglesia: el santuario se cerró con muros entre las columnas, se derribaron los muros de la ceda y se utilizó el deambulatorio sur para entierros. Estas estructuras fueron eliminadas durante las campañas de excavación de la década de 1940.